# Hańcza (wieś)
Hańcza – wieś w Polsce położona w województwie podlaskim, w powiecie suwalskim, w gminie Przerośl.
W latach 1975–1998 miejscowość administracyjnie należała do województwa suwalskiego. 
We wsi zachował się drewniany dom, tzw. chałupa Klejmonta z 1880 r.